# Już tu nie mieszkamy
Już tu nie mieszkamy (tytuł oryg. We Don't Live Here Anymore) – amerykańsko-kanadyjski film fabularny (dramat obyczajowy) z 2004 roku, powstały na podstawie opowiadań We Don't Live Here Anymore i Adultery Andre Dubusa.

## Obsada
- Mark Ruffalo – Jack Linden
- Laura Dern – Terry Linden
- Peter Krause – Hank Evans
- Naomi Watts – Edith Evans
- Sam Charles – Sean Linden
- Haili Page – Natasha Linden
- Jennifer Bishop – Sharon Evans
- Jennifer Mawhinney – Audrey
- Amber Rothwell – Lauren

## Fabuła
Jack i Terry Linden oraz Hank i Edith Evans są małżeństwami, w których pojawia się kryzys. Ci pierwszy są sobą znudzeni, drudzy stali się obcy sobie. Ale najgorsze dopiero przed nimi. Zaczyna się od romansu Edith z Jackiem – utrzymanie tego w tajemnicy może być poważnym problemem.